# Campionati mondiali di biathlon 1965
I Campionati mondiali di biathlon 1965 si svolsero a Elverum, in Norvegia, e contemplarono esclusivamente gare maschili. Fu assegnato solo il titolo mondiale della 20 km; la staffetta venne disputata a titolo non ufficiale e pertanto non assegnò medaglie.

## Risultati

### 20 km
| Posizione | Atleta                  | Nazione          | Tempo |
| --------- | ----------------------- | ---------------- | ----- |
| 1         | Olav Jordet             | Norvegia         | -     |
| 2         | Nikolaj Puzanov         | Unione Sovietica | -     |
| 3         | Antti Tyrväinen         | Finlandia        | -     |
| 4         | Ola Wærhaug             | Norvegia         | -     |
| 5         | Heinz Kluge             | Germania Est     | -     |
| 6         | Józef Gąsienica Sobczak | Polonia          | -     |
| 7         | Vladimir Melan'in       | Unione Sovietica | -     |
| 8         | Vilmoș Gheorghe         | Romania          | -     |
| 9         | Esko Marttinen          | Finlandia        | -     |
| 10        | Stanisław Szczepaniak   | Polonia          | -     |

### Staffetta 3x7,5 km (non ufficiale)
| Posizione | Nazione          | Atleti                                                    | Tempo |
| --------- | ---------------- | --------------------------------------------------------- | ----- |
| 1         | Norvegia         | Olav Jordet Ola Wærhaug Ivar Norkild                      | -     |
| 2         | Unione Sovietica | Nikolaj Puzanov Vladimir Melan'in Vasilij Makarov         | -     |
| 3         | Polonia          | Stanisław Szczepaniak Józef Rubiś Józef Gąsienica Sobczak | -     |

## Medagliere per nazioni
| Posizione | Nazione          | Oro | Argento | Bronzo | Totale |
| --------- | ---------------- | --- | ------- | ------ | ------ |
| 1         | Norvegia         | 1   | 0       | 0      | 1      |
| 2         | Unione Sovietica | 0   | 1       | 0      | 1      |
| 3         | Finlandia        | 0   | 0       | 1      | 1      |